# سه سامورایی یاغی
سه سامورایی یاغی (انگلیسی: Three Outlaw Samurai; ژاپنی: 三匹の侍/Sanbiki no Samurai) یک فیلم چانبارا به کارگردانی هیدئو گوشا است که سال ۱۹۶۴ اکران شد. از بازیگران آن می‌توان به تتسورو تامبا، هیساشی ایگاوا و میکیجیرو هیرا اشاره کرد.